# 조시아 제이너
조시아 제이너(Josiah Zayner)는 일반 대중이 자신의 유전자를 편집할 수 있도록 하는 바이오 해킹 기술을 보급하는 과학자이다.

## 생애
19살 때 자이너는 모토로라에서 프로그래머로 일했다. 그는 서던일리노이 대학교에서 식물 생물학 학사 학위를 받았으며 2013년 시카고 대학교에서 생물 물리학 박사 학위를 취득했다. 박사 학위를 받기 전에는 애팔래치아 주립 대학에서 세포 및 분자 생물학 석사 학위를 받았다.
그는 캘리포니아 마운티 뷰에 위치한 NASA Ames 우주 합성 생물학 연구 센터에서 연구원으로 2년간 근무했으며, 화성 식민지 디자인을 연구했다. 자이너는 온라인 채팅, 트위터 및 서적을 분석한 결과 SNS가 대중 홍보에 있어서 더 효과적이라는 것을 발견하고 유튜브 LIVE 방송등에서 자신의 활동을 홍보하고 있다. 제이너는 NASA의 과학 연구가 예상보다 덜 혁신적이라는 사실에 실망했으며, 2016년 1월 퇴사 후 일반 대중이 박테리아 DNA를 편집 할 수 있도록 CRISPR 유전자 가위를 제공하는 크라우드 펀딩 캠페인을 시작했다. 그는 또한 대학원 때부터 일반 대중 실험을 할 수 있는 키트를 판매하는 프로젝트인 ODIN을 계속하고 있다. 이 회사의 주요 고문은 하버드 의과대학의 유전학과 교수이자 PersonalGenomes.org의 설립자인 조지 처치이다. 2016년 5월 기준으로, ODIN은 직원이 4명이며 자이너 차고에서 운영되었다.
그는 자신을 바이오 해커 자칭하며 일반 대중이 실험실 과학으로부터 괴리되지 않고 과학 실험에 참여하게하는 것이 중요하다고 말한다. 그는 특히 "안전한"것을 결정하는 사람들의 유형과 관련하여 바이오 해킹 커뮤니티가 특정 그룹에 의해 학술 담론이 독점되며, 수직적이라는 것을 발견했다. 다른 과학자들은 제이너의 이러한 주장에 대해 바이오 해킹이 여가 시간과 돈에 의존한다는 점에서 배타적이며 일반적인 안전 규칙을 위반하면 모든 사람에게 더 가혹한 규제로 이어질 수 있다고 응수했다. 제이너의 공개 CRISPR 키트 캠페인은 유전자 변형에 대한 광범위한 공개 조사와 일치했다. 자이너는 효모와 박테리아에 대한 유전자 실험이 바이러스 전염병을 일으킬 수 없기 때문에 이러한 두려움은 제품에 대한 오해에 기초한 것이라고 주장했다. 2015년 4월 그는 법의학 유전자 검사에서 미래의 위조 가능성에 대한 인식을 높이기 위해 크레이그리스트에서 고의로 기만극을 벌였다. 그의 CRISPR 키트는 Cooper Hewitt의 2019 Nature Design Triennial에 전시되었다.

## 의료 조사
캘리포니아 소비자보호원은은 2019년 5월 제이너에게 제기된 처방전 없이 약을 사용하는 것에 대한 민원에 대한 조사에 착수했다. 같은 해 9월, 그는 문제가 없다는 통지를 받았다.